# Tom Basden
Tom Basden (Sutton, 30 novembre 1980) è un attore, comico e sceneggiatore britannico.

## Biografia
Tom Basden è nato a Sutton nella Grande Londra. Ha studiato alla King's College School, una scuola privata per ragazzi di Wimbledon, nel sud-ovest di Londra dove è stato nello stesso anno dei colleghi attori Khalid Abdalla e Ben Barnes.
Recita come attore nella serie televisiva britannica After Life su Netflix.

## Filmografia

### Televisione
- Star Stories - serie TV, 15 episodi (2006-2008)
- Cowards - serie TV, 3 episodi (2009)
- Plebs - serie TV, 35 episodi (2013-2019)
- The Wrong Mans - serie TV, 9 episodi (2013-2014)
- W1A - serie TV, 3 episodi (2014-2015)
- Quacks - serie TV, 6 episodi (2017)
- After Life - serie TV, 18 episodi (2019-2022)
- Man vs. Bee - serie TV, 4 episodi (2022)
- L'ultimo bus del mondo - serie TV, 3 episodi (2022)

## Doppiatori italiani
Nelle versioni in italiano dei suoi lavori, Tom Basden è stato doppiato da:
- Raffaele Carpentieri in After Life
- Alessandro Quarta ne L'ultimo bus del mondo